# Henning Sirringhaus
Henning Sirringhaus FRS é um físico britânico.
Foi laureado com a Medalha Hughes de 2013.